# Tandem (canção)

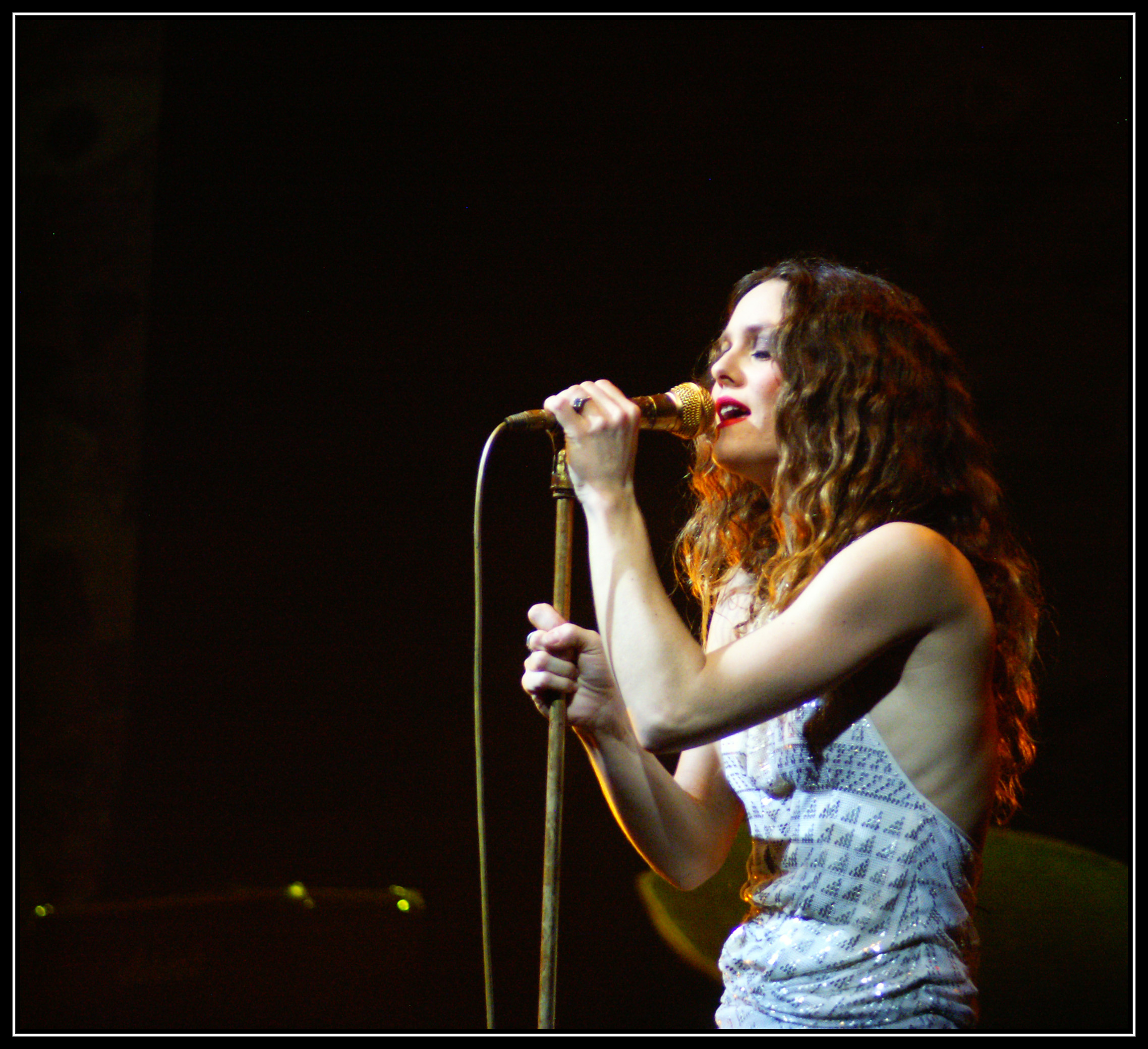
Vanessa Paradis Live

"Tandem" é o 7º single da cantora francesa Vanessa Paradis. Ele foi lançado em 1990 e foi o primeiro single do álbum Variations sur le même T'aime, escrito por Serge Gainsbourg e composto por Franck Langolff.
"Tandem" significa "algo formado por duas unidades, duas partes ou dois lugares", mas em francês tem um duplo significado por soar exatamente como "Tant d'aime" (tanto amor). A canção possui muitos joguinhos de palavra do tipo.
O single foi lançado no Canadá, em junho, e foi o último de Vanessa a sair nesse país. Em setembro, ele foi lançado na Europa.

## Versões
"Tandem" existe em versão single e em duas versões remix : versão curta e versão longa. 
A canção fez parte das 4 turnês de Vanessa: a Natural High Tour em 1993, a Bliss Tour em 2001, a  Divinidylle Tour em 2007/2008 e em versão acústica na Concert Acoustique Tour de 2010/2011.

## O lado B: Ophélie
O lado B de "Tandem" é a canção "Ophélie", escrita por Serge Gainsbourg e composta por 
Franck Langolff. Ela só foi lançada com o single e no álbum Variations sur le même T'aime. Vanessa nunca a incluiu em suas turnês.

## Covers
- Isabelle Boulay em 2000 (Canadá)[6]
- Jenifer e Ginie Line em 2002 - (França)[7]
- Amel Bent em 2004 (França)
- Lynnsha em 2005 (França)[8]

## O videoclipe
O videoclipe de "Tandem" foi dirigido por Jean-Baptiste Mondino. Foram necessários dois dias para gravá-lo e mais uma semana de pós-produção para dar o efeito preto e branco desejado. 
Ele recebeu o prêmio Victoire de la Musique de videoclipe do ano em fevereiro de 1991.

## Na televisão
A primeira vez que Vanessa cantou "Tandem" na televisão foi no dia 21 de abril de 1990 no programa Champs-Élysées. Foi uma versão não finalizada e inédita com Franck Langolff. 
A verdadeira divulgação do single ocorreu entre junho e agosto do mesmo ano:
- 30 de maio: Sacrée Soirée, com entrevista.
- Junho: Nulle Part Ailleurs, com entrevista
- 9 de junho: La 1 est à vous.
- 15 de junho: Avis de recherche, com entrevista e "L'amour en soi".
- 24 de junho: Le monde est à vous, com "La vague à lames".
- 27 de junho: Sacrées vacances.
- 29 de junho: La classe.
- 9 de julho: Le grand bazar, com quadros e "La vague à lames".
- 9 de agosto: Ages tendres.

Vanessa também cantou o single em programas especiais de fim de ano:
- 10 de dezembro: Mission Appolo.
- 22 de dezembro: Vanessa, 18 ans et alors?

Outras participações importantes da canção na televisão incluem o show caritativo no Canal+ em 1996, um dueto com Francis Cabrel no programa caritativo Les Enfoirés em 1997 e no seu show acústico em La Cigale de novembro de 2009 que foi mais tarde transmitido pelo Canal+ em janeiro de 2010.

## Desempenho
| Chart (1990)         | Melhor posição |
| -------------------- | -------------- |
| French Singles Chart | 22             |
| Dutch Singles Chart  | 25             |